# 200-as vasúti fővonal
A 200-as vasúti fővonal Románia egyik vasúti fővonala a Tövis – Gyulafehérvár – Alvinc – Piski – Arad – Kürtös nyomvonalon.

## Története

### Építés (1858−)
A Tiszavidéki Vasút társaság Szolnok és Debrecen közötti vonalából Szajol állomástól kiágazó 143 km hosszú Szajol–Arad vonalat 1858. október 25-én helyezték üzembe. A felépítménye 37,0 kg/fm tömegű, „g” jelű vassínekből épült.

### Rekonstrukciók és fejlesztések az uniós csatlakozás után
Az államhatár és Kürtös között a 2012–2015-ös felújítás során építették ki a második vágányt; onnan Aradig a meglévő két vágányt felújították. A korábbi 80 km/h-s megengedett sebesség a felújítás eredményeképpen 160 km/h-ra emelkedett. A 85%-ban az Európai Unió Kohéziós Alapjából finanszírozott beruházás során újult meg Arad vasútállomása is.
A Segesvár (300-as vonal) és Piski közötti szakasz felújítására 2012-ben írták alá az első kivitelezési szerződéseket, de a jelentős csúszások miatt csak 2018−2019-ben kezdték el részlegesen átadni az első szakaszokat (a kétvágányú pálya egyik vágányát). Volt olyan szakasz, mely az eredeti három éves határidővel szemben kilenc év alatt készült el. 2021-re mindkét vágány elkészült, de a kitérők beszerzésének késése miatt csak egyet lehetett használni. 2023 közepén ugyan forgalomba helyezték a pályát, az ETCS vonatbefolyásoló rendszernek azonban még a tesztelése sem kezdődött el. Ennek befejezése után a 169 km-es szakaszból 140 km-en elérhető lesz a 160 km/órás sebesség.
A 158 km-es Piski–Arad szakasz rekonstrukciója 2023 közepén három év késésben van, és a szolcsvai alagutak elkészültét a Pro Infrastructura Egyesület még legalább három évre becsüli. A tervek szerint 2023-ban átadják a 614-es kilométerkő–Berzova (hossz: 41 km, kezdés: 2017, költség: 2 milliárd lej), augusztusban a Berzova−Iltő (18 km, 2017, 2,1 Mrd lej), decemberben az Iltő−Guraszáda (6 km, 2017, 1,8 Mrd lej), szeptemberben pedig a Guraszáda–Piski szakaszt (23 km, 3,1 Mrd lej).
Glogovác−Arad között 2023-ban indulnak a munkák.